# Distal radiusfraktur
En distal radiusfraktur, (även handledsfraktur eller handledsbrott) är ett benbrott som drabbar radius-benet i underarmen. Symptom vid fraktur är smärta, hematom (blåmärken), och snabbt isättande svullnad. Handleden kan även vara vanställd. Ulna (även kallat armbågsbenet) kan också brytas i samband med en radiusfraktur.
Ungefär 25 000 personer drabbas av handledsfrakturer varje år i Sverige. Kvinnor över 50 år är överrepresenterade i statistiken.
Bland yngre uppstår dessa frakturer vanligen vid idrottande eller vid motorfordonsolyckor. Hos äldre är den vanligaste orsaken fall på utsträckt hand. Äldre (i synnerhet kvinnor) som drabbats av distal radiusfraktur har ofta en underliggande benskörhet. Handledsfrakturen kan delas upp i undergrupper, bl.a.: Colles, Smith, Barton, och Hutchinson frakturer. Diagnosen misstänks framförallt baserat på symptom och bekräftas med röntgen. Vid diagnosticeringen undersöks hela armen och handen, i syfte att upptäcka fler skador som kan ha uppkommit i samband med frakturtillfället.
Eventuell felställning (dislokation) reponeras (förs tillbaka till ursprungsläget) kirurgiskt eller genom dragmanipulering. Om behandlingen är icke-kirurgisk sätts oftast ett gips som sitter i sex veckor. Kirurgi är i allmänhet rekommenderat endast om ledytan är skadad och felställd, radius-benet är alltför förkortad, eller om ledytan på radius lutar mer än 10% bakåt.  Bland dem som gipsas rekommenderas upprepad röntgenavbildning inom tre veckor för att kontrollera gipset säkerställer god position. Gipsning medför risk för svullnad, vilket kan leda till bestående stelhet och försämrad funktion i leden. Vidare behandlas frakturen med fysioterapi, för att återfå funktion och undvika muskelatrofi.
Distala radiusfrakturer är mycket vanliga. De utgör mellan 25 och 50% av alla benbrott. De drabbar oftast unga män och äldre kvinnor. Mellan ett och två år kan krävas för fullständig läkning. I en rapport från SBU år 2017 fann man att trenden i Sverige gick mot fler och fler operationer vid handledsbrott. Detta trots att många av skadorna kan läka lika väl utan operationer, vilket innebär att patienter utsätts för onödiga risken då de opereras. Många äldre med benskörhet kan uppleva att de får tvetydig information eller ansvara för att återhämta sig från sin skada på egen hand.

## Galleri

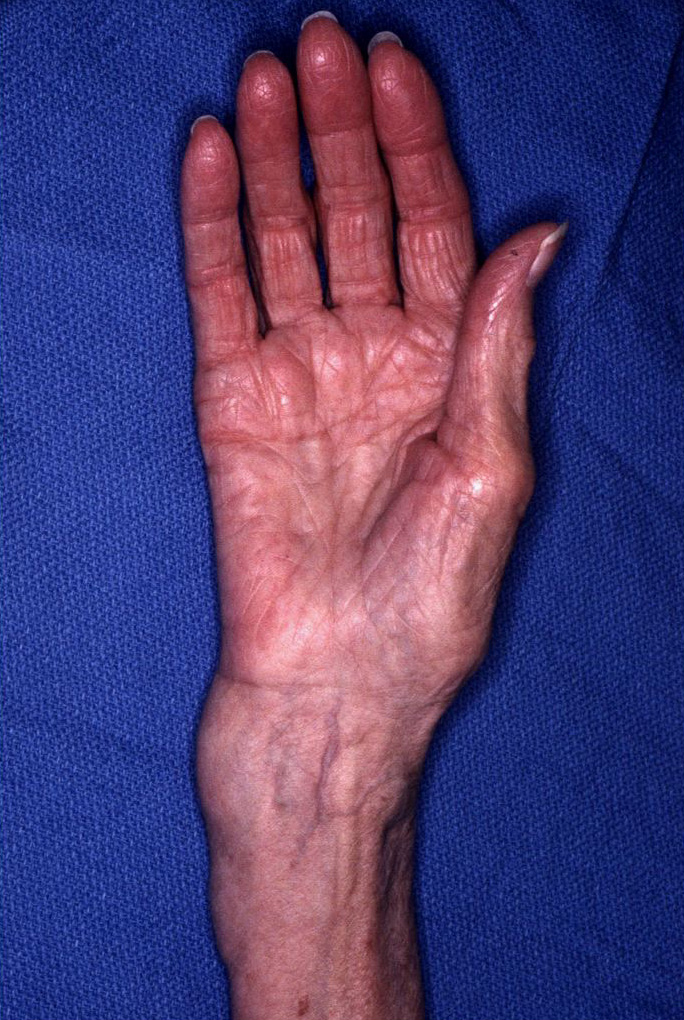
En typisk felställning vid handledsfraktur
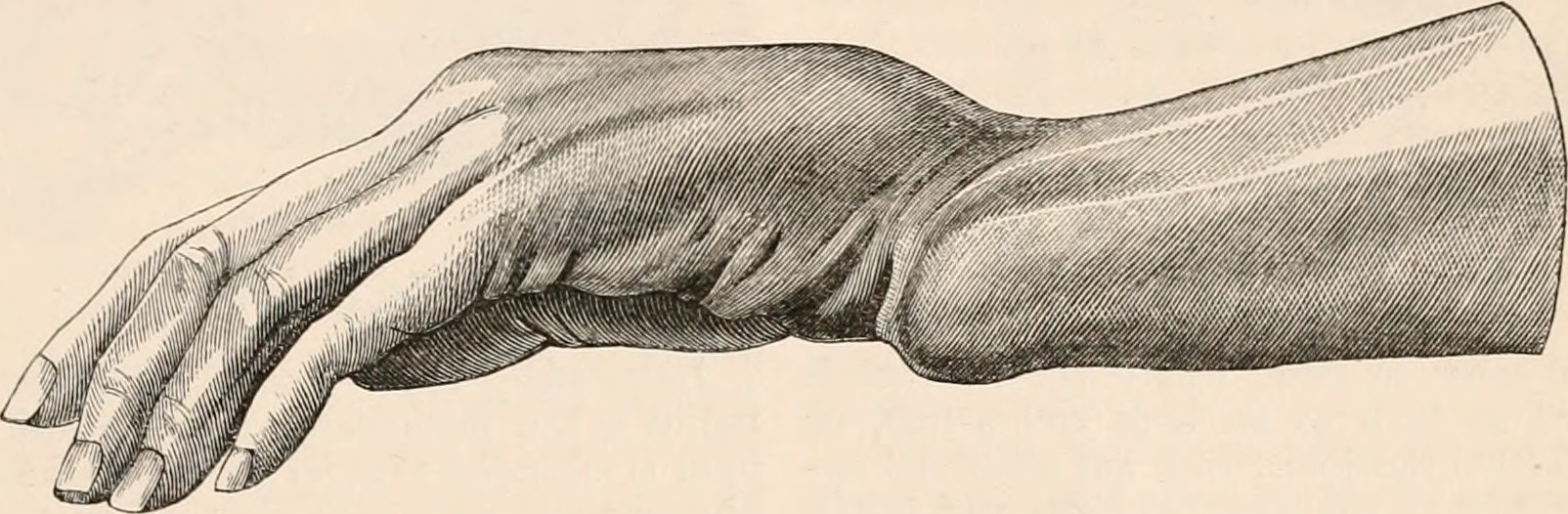
En så kallad "gaffelfelställning" eller "bajonettfelställning"